# Katsuhiro Kusaki
Katsuhiro Kusaki (jap. 草木 克洋, Kusaki Katsuhiro; * 12. April 1962 in der Präfektur Kyōto) ist ein ehemaliger japanischer Fußballspieler.

## Nationalmannschaft
1988 debütierte Kusaki für die japanische Fußballnationalmannschaft. Kusaki bestritt zwei Länderspiele.